# 穆穆爾瓦 (亞利桑那州)
穆穆爾瓦（英語：Mumurva）是位於美國亞利桑那州納瓦霍縣的一個非建制地區。該地的面積和人口皆未知。

## 地理
穆穆爾瓦的座標為35°53′03″N 110°41′21″W / 35.88417°N 110.68917°W，而該地的平均海拔高度為1820米（即5971英尺）。